# (189188) Floraliën
(189188) Floraliën est un astéroïde de la ceinture principale.

## Description
(189188) Floralien est un astéroïde de la ceinture principale. Il fut découvert le 27 mars 2003 à Uccle par Thierry Pauwels. Il présente une orbite caractérisée par un demi-grand axe de 2,67 UA, une excentricité de 0,25 et une inclinaison de 28,0° par rapport à l'écliptique.

## Compléments